# Lost in Time (videojuego)
Lost in Time es un videojuego para ordenador del género aventura gráfica de ciencia ficción en primera persona. Fue desarrollado y publicado por Coktel Vision en 1993. Se promocionó como "la primera videoaventura interactiva en usar la tecnología Full motion video", además de contener dibujos a mano y decorados prerenderizados en 3D.
La versión que salió originalmente en Europa se vendió en formato disquete de 3.5" en dos entregas separadas. Más tarde Sierra On-Line publicaría una versión en CD-ROM que incluía las dos partes, además de vídeos más largos con voces y una tasa de imágenes por segundo superior. En España una versión en CD-ROM de este juego se vendió junto a la revista Computer Gaming World.
El argumento trata sobre como una mujer llamada Doralice, al explorar en el año 1992 un barco naufragado, es transportada a través del tiempo al año 1840 cuando el barco aún navegaba. En esa situación no tendrá más opción que investigar lo que ha ocurrido, hasta descubrir cosas acerca de su pasado.
El juego es controlado solo con el ratón. Al hacer clic izquierdo se ampliará un objeto o se cogerá, el clic derecho abrirá el inventario de objetos. Los objetos podrán combinarse creando nuevos objetos. Al llevar el cursor a la parte superior de la pantalla se consigue acceder a los menús, donde se puede salvar/cargar/salir y leer una especie de diario donde se relatan los sucesos acaecidos durante el juego.
Durante la aventura se deberán resolver diferentes situaciones para avanzar, usando o combinando diferentes objetos. Estas acciones irán acompañadas por un vídeo de la acción realizada. Durante el transcurso del juego el personaje controlado no podrá morir.